# Felix Blum (Designer)
Felix Blum (* 1981 in Konstanz, Deutschland) ist ein deutscher Designer, Regisseur und Komponist. Er ist Gründer und der Felix Blum Design GmbH, die ihren Sitz auf der Insel Reichenau hat.

## Leben
Felix Blum besuchte das humanistische Heinrich-Suso-Gymnasium und wuchs in Konstanz am Bodensee auf. In seiner Jugend analysierte er für Medienschaffende mehrere Jahre auf dem eDIT Filmmaker’s Festival in Frankfurt am Main Musikvideos (Backstreet Boys, Nena) und vermittelte Produktinnovationen anhand von Imagefilmproduktionen. Daraufhin wurde Blum für die Adobe Inc. zum Verfassen von Fachliteratur verpflichtet. Die Teilnahme an Podiumsdiskussionen und Regiearbeiten bei zahlreichen Film-, Fernseh- und Musikproduktionen des Westdeutschen Rundfunk Köln sowie die Tätigkeit als Komponist in Frankfurt am Main (u. a. für Sum 41, Mr. President, Professor Green, Sixt SE, Hohes C, Avira, Frankfurter Neue Presse, The Independent, Deutsche Bank, 3sat, Mercedes-Benz) bildeten die Grundlage für Blums spätere Tätigkeit. Blum knüpfte Kontakte mit international tätigen Regisseuren, arbeitete für die Filmakademie Ludwigsburg und führte Regie bei deutschen Show- und Newsformaten. Er komponiert für international tätige Banken, Flughäfen, Lebensmittelmarken, die Pharmazie und in Deutschland tätige Dienstleister. Aktuell zeigt er sich verantwortlich für die Imagebildung der Unternehmer Baden-Württemberg. Er ist verheiratet, hat zwei Kinder und lebt und arbeitet auf der Insel Reichenau im Bodensee.

## Arbeit
Ab 2003 arrangierte Blum vermehrt Popularmusik und realisierte Musikvideos. An der Merz Akademie in Stuttgart studierte er Kommunikationsdesign. Unter Mitwirkung des Kulturtheoretikers Diedrich Diederichsen schloss er 2007 sein Studium an der University of Portsmouth in England als Master of Art in European Media zum Thema „Klang in der Werbung“ ab. Im Rahmen seiner Forschungspublikation zum Thema „Corporate Sound“ entwickelt sich eine enge Zusammenarbeit mit dem amerikanischen Pianisten Leon Fleisher. Durch die Zusammenarbeit mit dem IMMM Hannover (Eckart Altenmüller) schärft Blum die neurologische Sicht auf die Rezeption und Verarbeitung von Klang – insbesondere in der Werbung. Im musikalischen Austausch mit „Oh Happy Day“-Komponist Edwin Hawkins ging es um die Entwicklung von Melodien zu bekannten und Hits. Namhafte Größen wie die Deutsche Synchronstimme Dietmar Wunder verpflichtete Blum immer wieder zur Herstellung seiner Werke. Für seine Recherchetätigkeiten bereiste er Deutschland, Südafrika und die Europäische Union.
Noch während seines Studiums begann Blum, Artikel über Design und Kommunikation zu schreiben und führt fortlaufend ein Online-Kompendium zu den Themen Kreation, Sounddesign und Digitalisierung.
2005 erzielte Blum seinen Durchbruch mit grafischen Arbeiten für die französische Bahn und überzeugte unter der Regierung Jean-Pierre Raffarin mit dem entwickelten Erscheinungsbild für den neuen TGV Est européenne. Blum wirkte kommunikativ maßgeblich bei der Streckenerweiterung von Stuttgart nach Paris mit. Die zwischen den Großstädten verkehrenden Schnellzüge verpackte Blum für ein Live-Event zur Streckenöffnung in Paris.
Mit zahlreichen limitierten Editionen verhalf er Konsumgutherstellern zu Absatzerfolgen, kreierte die Kantonsedition für das Schweizer Taschenmesser und betreute die Kommunikation für Rennserien namhafter Automobilhersteller (Lamborghini, Abarth).
Blum ist heute als Designer, Regisseur und Berater für Themen der Digitalisierung tätig. Er betreut im Europäischen Raum Markenartikler oder produzierende Unternehmen, fertigt Kampagnen an und kreiert Magazine. Mit seinem Büro spezialisiert er sich auf Corporate Branding und limitierte Editionen und unterstützt Unternehmen dabei, Kommunikationsmittel automatisiert zu erstellen. Darüber hinaus lehrte er an der Fachhochschule Konstanz im Fachbereich Kommunikationsdesign und ist seit 2018 akkreditierter Digitalisierungsberater des Bundeswirtschaftsministeriums.

## Arbeiten
- 2002: SUM41 What we`re all about für den Hollywoodfilm Spider Man 1 Soundtrack im Auftrag von Sony Music (Musikproduktion)
- 2005: Audi Forum Ingolstadt, Philateliekalender
- 2006: Corporate Design TGV3
- 2007: Audiofeature Corporate Sound
- 2008: Blum Limited Edition für Trofeo Abarth 500, GB
- 2009: Corporate Design für Lamborghini British GT Silverstone
- 2010: Redesign Flughafen Zürich Magazin
- 2013 u. ff.: Kommunikationsetat für The Chedi Andermatt Opening, Andermatt, GHM-Hotels
- 2013: Blum Limited Edition Apple iPhone Cases
- 2014: Blum Limited Edition für Victorinox Schweizer Taschenmesser
- 2015: Blum Limited Edition für Bernina International AG
- 2017: Bernina International AG 125 Jahre Jubiläumskampagne und TV-Produktionen
- 2022: D. Swarovski Limited Edition, Sounddesign und Musikproduktion Time To Shine
- 2023: Imagefilmproduktion Unternehmer Baden-Württemberg für Stihl, Apelt Stoffe, Mercedes-Benz und Trumpf